# Копылова, Светлана Анатольевна
Светла́на Анато́льевна Копыло́ва (род. 19 ноября 1964 года; Свердловск, СССР) — советская и российская конькобежка. Чемпионка СССР в спринтерском многоборье и на 1000 метров, 6-кратная призёр чемпионатов СССР, чемпионка России на 500 метров, серебряный призёр чемпионата России в спринтерском многоборье и на 1000 метров. Мастер спорта России международного класса. Выступала за ЦСКА (Екатеринбург).

## Биография
Светлана родилась в Свердловске, где и встала на коньки в возрасте 4-х лет, благодаря маме, которая всю жизнь увлекалась спортом. Девочка занималась фигурным катанием, лыжами, легкой атлетикой, акробатикой. Увидев как-то по телевизору чемпионат мира по конькобежному спорту, «заболела» коньками. В это время в школу в поисках одаренных детей пришел её будущий тренер, участник чемпионата Европы Виктор Александрович Кузовков. Так в 12 лет она стала заниматься конькобежным спортом в школе-интернате спортивного профиля (будущем училище олимпийского резерва).
Свердловская восьмиклассница в 15 лет выполнила норматив мастера спорта СССР по конькам. Два года подряд она становилась чемпионкой СССР среди юниоров в 1982 и 1983 годах. Тогда же в 1982 году в Инсбруке дебютировала на чемпионате мира среди юниоров и финишировала на 14-м месте в многоборье, а через год в Сараево заняла 15-е место. В 1985 году впервые участвовала на чемпионате России в классическом и спринтерском многоборьях, заняв соответственно 6-е и 4-е места.
В конце 80-х Светлана сорвала спину на тренировках в силовых нагрузках. Прошла курс лечения и решила уйти из спорта. Но начав тренироваться с новым тренером Владимиром Сергеевичем Дмитриевым результаты пошли в гору. В 1989 году на чемпионате СССР в спринтерском многоборье она заняла 5-е место, но уже в марте на Кубке СССР поднялась на 2-е место в забеге на 500 метров.
В 1990 году стала чемпионкой СССР в спринтерском многоборье и в составе сборной поехала в Норвегию на чемпионат мира в спринтерском многоборье, где заняла 12-е место. В следующем сезоне в отборочных соревнованиях к чемпионату мира на чемпионате СССР в спринте Светлана упала на 500-метровке и потеряла шансы попасть в сборную. В марте на чемпионате страны на отдельных дистанциях стала серебряным призёром в забегах на 500 и 1000 метров, и бронзовым на 1500 метров.
В 1992 году, после распада СССР она проходила отбор на зимнюю Олимпиаду. Соперница выиграла у неё одну сотую, и Светлана оказалась за чертой. В марте участвовала на 1-м чемпионате России в спринтерском многоборье и выиграла золотую медаль. В том же году выиграла первенство России в забеге на 500 метров и стала бронзовым призёром на 1000 метров. В 1993 году была призёром чемпионата РСФСР, победительницей международных соревнований, а в 1994 году в связи с беременностью решила окончить свою спортивную карьеру.

## Личная жизнь
Светлана Копылова в 1994 году родила сына. Её воинскую часть расформировали, в которой числилась семь лет, и она даже не заработала на пенсию. Тогда пошла учиться, окончила техникум физической культуры, но работать по профессии не стала. У неё был даже свой продуктовый магазин, однако крупная торговая сеть его просто "проглотила". Работала учителем физкультуры в школе № 33 в Екатеринбурге, была заместителем директора по правовым вопросам. Когда сын окончил школу, она уволилась. Перешла работать в детский дом для детей с ограниченными возможностями здоровья, была заместителем директора по АХЧ. В 2017 году вместе с мужем-серовчанином переехала в Серов, получила приглашение заняться тренерской работой, но ещё год работала в магазине. С 2018 года работает тренером в Центре спортивных сооружений на стадионе «Локомотив».